# Copa del Mundo de ciclismo en pista de 1997
La Copa del Mundo de ciclismo en pista de 1997 es la 5.ª edición de la Copa del Mundo de ciclismo en pista. Se celebra del 23 de mayo al 17 de agosto de 1997 con la disputa de seis pruebas.

## Pruebas
| Fecha                   | Lugar              |
| ----------------------- | ------------------ |
| 23-25 de mayo de 1997   | Cali               |
| 29-31 de mayo de 1997   | Trexlertown        |
| 20-22 de junio de 1997  | Fiorenzuola d'Arda |
| 27-29 de junio de 1997  | Quartu Sant'Elena  |
| 4-6 de julio de 1997    | Atenas             |
| 15-17 de agosto de 1997 | Adelaida           |

## Resultados

### Masculinos
| Evento                  | Ganador                                                                  | Segundo                                                                 | Tercero                                                         |
| Cali                    | Cali                                                                     | Cali                                                                    | Cali                                                            |
| ----------------------- | ------------------------------------------------------------------------ | ----------------------------------------------------------------------- | --------------------------------------------------------------- |
| Keirin                  | Marty Nothstein                                                          | Frédéric Magné                                                          | Jean Pierre Van Zyl                                             |
| Km. contrarreloj        | Sören Lausberg                                                           | José Antonio Escuredo                                                   | Hervé Robert Thuet                                              |
| Velocidad               | Marty Nothstein                                                          | Arnaud Tournant                                                         | Eyk Pokorny                                                     |
| Velocidad por equipos   | George Chimonetos Dimitris Georgalis Labros Vassilopoulos                | Jens Fiedler Sören Lausberg Eyk Pokorny                                 | Sean Eadie Denny Day Darryn Hill                                |
| Persecución             | Aleksei Markov                                                           | Christian Vande Velde                                                   | Juan Martínez Oliver                                            |
| Persecución por equipos | Anton Chantyr Edouard Gritsoun Aleksei Markov Nikolai Kuznetsov          | Gary Anderson Brendon Cameron Timothy Carswell Lee Vertongen            | Adolfo Alperi Miquel Alzamora Isaac Gálvez Ivan Herrero         |
| Puntuación              | Pavel Khamidouline                                                       | Joan Llaneras                                                           | Juan Curuchet                                                   |
| Madison                 | Joan Llaneras Miquel Alzamora                                            | Gabriel Curuchet Juan Curuchet                                          | Gary Anderson Glen Thomson                                      |
| Trexlertown             |                                                                          |                                                                         |                                                                 |
| Keirin                  | Darryn Hill                                                              | Marty Nothstein                                                         | Eyk Pokorny                                                     |
| Km. contrarreloj        | Arnaud Tournant                                                          | Grzegorz Krejner                                                        | José Antonio Escuredo                                           |
| Velocidad               | Darryn Hill                                                              | Marty Nothstein                                                         | Eyk Pokorny                                                     |
| Velocidad por equipos   | George Chimonetos Dimitris Georgalis Labros Vassilopoulos                | Hervé Robert Thuet Arnaud Tournant Frédéric Magné                       | Grzegorz Krejner Marcin Mientki Grzegorz Trębski                |
| Persecución             | Aleksei Markov                                                           | Christian Vande Velde                                                   | Juan Martínez Oliver                                            |
| Persecución per equipos | Anton Chantyr Edouard Gritsoun Aleksei Markov Nikolai Kuznetsov          | Mariano Friedick Adam Laurent Adam Payne Christian Vande Velde          | Adolfo Alperi Miquel Alzamora Isaac Gálvez Ivan Herrero         |
| Puntuación              | Brian Walton                                                             | Julian Dean                                                             | Michael Sandstød                                                |
| Madison                 | Joan Llaneras Miquel Alzamora                                            | Brett Aitken Stephen Pate                                               | Gabriel Curuchet Juan Curuchet                                  |
| Fiorenzuola d'Arda      |                                                                          |                                                                         |                                                                 |
| Keirin                  | Darryn Hill                                                              | Yuichiro Kamiyama                                                       | Pavel Buráň                                                     |
| Km. contrarreloj        | Stefan Nimke                                                             | Grzegorz Krejner                                                        | Frédéric Lancien                                                |
| Velocidad               | Marty Nothstein                                                          | Darryn Hill                                                             | Jan van Eijden                                                  |
| Velocidad por equipos   | Grzegorz Krejner Marcin Mientki Grzegorz Trębski                         | Chris Hoy Craig MacLean Craig Percival                                  | Narihiro Inamura Keiji Kojima Noriaki Mabuchi                   |
| Persecución             | Andrea Collinelli                                                        | Jens Lehmann                                                            | Robert Karsnicki                                                |
| Persecución por equipos | Alexandre Simonenko Serhíi Matvèiev Sergiy Chernyavsky Olexander Fedenko | Robert Bartko Markus Köcknitz Thorsten Rund Guido Fulst                 | Mario Benetton Adler Capelli Cristiano Citton Andrea Collinelli |
| Puntuación              | Bruno Risi                                                               | Juan Curuchet                                                           | Ronny Lerche Nielsen                                            |
| Madison                 | Guido Fulst Carsten Wolf                                                 | Silvio Martinello Marco Villa                                           | Joan Llaneras Miquel Alzamora                                   |
| Quartu Sant'Elena       |                                                                          |                                                                         |                                                                 |
| Keirin                  | Marty Nothstein                                                          | Alexandre Kiritchenko                                                   | Sergei Panasenko                                                |
| Km. contrarreloj        | Grzegorz Krejner                                                         | Craig MacLean                                                           | Damien Gerard                                                   |
| Velocidad               | Viesturs Berzins                                                         | Ainārs Ķiksis                                                           | Marty Nothstein                                                 |
| Velocidad por equipos   | Grzegorz Krejner Marcin Mientki Grzegorz Trębski                         | Richard Rozendaal René Vink Stefan Vis                                  | Alexander Khromykh Alexandre Kiritchenko Valeri Potapov         |
| Persecución             | Bradley McGee                                                            | Heiko Szonn                                                             | Oleksandr Simonenko                                             |
| Persecución por equipos | Alexandre Simonenko Sergiy Matveyev Bogdan Bondarev Olexander Fedenko    | Mario Benetton Adler Capelli Michele Canevarolo Andrea Collinelli       | Daniel Becke Guido Fulst Klaus Mutschler Sebastian Siedler      |
| Puntuación              | Guido Fulst                                                              | Silvio Martinello                                                       | Bruno Risi                                                      |
| Madison                 | Bruno Risi Kurt Betschart                                                | Silvio Martinello Marco Villa                                           | Robert Slippens Tomas Post                                      |
| Atenas                  |                                                                          |                                                                         |                                                                 |
| Keirin                  | Pavel Buráň                                                              | Ainārs Ķiksis                                                           | Michael Scheurer                                                |
| Km. contrarreloj        | José Antonio Escuredo                                                    | Grzegorz Krejner                                                        | Dimitrios Georgalis                                             |
| Velocidad               | Ainārs Ķiksis                                                            | Lars Nielsen                                                            | Viesturs Berzins                                                |
| Velocidad por equipos   | George Chimonetos Dimitris Georgalis Labros Vassilopoulos                | José Antonio Escuredo Salvador Meliá José Manuel Moreno                 | Chris Hoy Craig Percival Craig MacLean                          |
| Persecución             | Stefan Steinweg                                                          | Philippe Ermenault                                                      | Michael Sandstød                                                |
| Persecución por equipos | Jonathan Clay Matthew Illingworth Bryan Steel Philip West                | Tayeb Braikia Frederik Bertelsen Jakob Piil Michael Sandstød            | Philippe Ermenault Carlos Da Cruz Franck Perque Jérôme Neuville |
| Puntuación              | Michael Sandstød                                                         | Bruno Risi                                                              | Juan Curuchet                                                   |
| Madison                 | Jakob Piil Tayeb Braikia                                                 | Silvio Martinello Marco Villa                                           | Jonathan Clay Bryan Steel                                       |
| Adelaida                |                                                                          |                                                                         |                                                                 |
| Keirin                  | Marty Nothstein                                                          | Jean Pierre Van Zyl                                                     | Sergei Panasenko                                                |
| Km. contrarreloj        | Graham Sharman                                                           | Grzegorz Krejner                                                        | Takanobu Jumonji                                                |
| Velocidad               | Jean Pierre Van Zyl                                                      | Ainārs Ķiksis                                                           | Sean Eadie                                                      |
| Velocidad por equipos   | Sean Eadie Denny Day Anthony Peden                                       | Grzegorz Krejner Marcin Mientki Grzegorz Trębski                        | Darren McKenzie-Potter Jason Craig Matthew Sinton               |
| Persecución             | Christian Vande Velde                                                    | Stuart O'Grady                                                          | Robert Karsnicki                                                |
| Persecución por equipos | Gary Anderson Brendon Cameron Timothy Carswell Gregory Henderson         | Mariano Friedick Adam Laurent Derek Bouchard-Hall Christian Vande Velde | Nigel Grigg Baden Cooke Tim Lyons Luke Roberts                  |
| Puntuación              | Stuart O'Grady                                                           | Jakob Piil                                                              | Glen Thomson                                                    |
| Madison                 | Bruno Risi Kurt Betschart                                                | Brett Aitken Stephen Pate                                               | B Stuart O'Grady Baden Cooke                                    |

### Femeninos
| Evento              | Ganadora            | Segunda            | Tercera                |
| Cali                | Cali                | Cali               | Cali                   |
| ------------------- | ------------------- | ------------------ | ---------------------- |
| 500 m. contrarreloj | Félicia Ballanger   | Galina Enioukhina  | Daniela Larreal        |
| Velocidad           | Galina Enioukhina   | Félicia Ballanger  | Michelle Ferris        |
| Persecución         | Antonella Bellutti  | Rasa Mažeikytė     | Rebecca Twigg          |
| Puntuación          | Antonella Bellutti  | Madelin Jorge      | Nathalie Even-Lancien  |
| Trexlertown         |                     |                    |                        |
| 500 m. contrarreloj | Galina Enioukhina   | Antonella Bellutti | Michelle Ferris        |
| Velocidad           | Galina Enioukhina   | Félicia Ballanger  | Michelle Ferris        |
| Persecución         | Rasa Mažeikytė      | Lucy Tyler-Sharman | Rebecca Twigg          |
| Puntuación          | Ina-Yoko Teutenberg | Rita Razmaite      | Lioudmila Gorojanskaia |
| Fiorenzuola d'Arda  |                     |                    |                        |
| 500 m. contrarreloj | Félicia Ballanger   | Antonella Bellutti | Michelle Ferris        |
| Velocidad           | Michelle Ferris     | Félicia Ballanger  | Oxana Grishina         |
| Persecución         | Antonella Bellutti  | Rasa Mažeikytė     | Lucy Tyler-Sharman     |
| Puntuación          | Elena Tchalykh      | Natalia Karimova   | Daniela Larreal        |
| Quartu Sant'Elena   |                     |                    |                        |
| 500 m. contrarreloj | Olga Grishina       | Daniela Larreal    | Antonella Bellutti     |
| Velocidad           | Olga Gríshina       | Ulrike Weichelt    | Oxana Grishina         |
| Persecución         | Antonella Bellutti  | Elena Tchalykh     | Yvonne McGregor        |
| Puntuación          | Antonella Bellutti  | Natalia Karimova   | Elena Tchalykh         |
| Atenas              |                     |                    |                        |
| 500 m. contrarreloj | Félicia Ballanger   | Antonella Bellutti | Olga Gríshina          |
| Velocidad           | Félicia Ballanger   | Oxana Grishina     | Olga Gríshina          |
| Persecución         | Yvonne McGregor     | Antonella Bellutti | Judith Arndt           |
| Puntuación          | Antonella Bellutti  | Judith Arndt       | Michaela Brunngraber   |
| Adelaida            |                     |                    |                        |
| 500 m. contrarreloj | Jiang Cuihua        | Michelle Ferris    | Antonella Bellutti     |
| Velocidad           | Tanya Dubnicoff     | Lori-Ann Muenzer   | Jennie Reed            |
| Persecución         | Antonella Bellutti  | Karen Kurreck      | Karen Barrow           |
| Puntuación          | Wang Yan            | Nicole Reinhart    | Alessandra D'Ettorre   |

## Clasificaciones
| Rang | País      | Total |
| ---- | --------- | ----- |
| 1    | Francia   |       |
| 2    | Australia |       |
| 3    | Italia    |       |